# Leonid Lencz
Leonid Lencz, właściwie Leonid Siergiejewicz Popow (ros. Леонид Сергеевич Попов; ur. 1905 w Morozowce, gubernia mohylewska, zm. 1991 w Moskwie) – radziecki pisarz, scenarzysta.

## Wybrane scenariusze filmowe
- 1941: Wojenny almanach filmowy nr 1
- 1957: Szukam mojej dziewczyny